# Адыгейский областной комитет КПСС
Адыгейский областной комитет КПСС — центральный партийный орган, существовавший в Адыгейской АО с ноября 1925 года по 6 ноября 1991 года.

## История
- 27 июля 1922 года образована Черкесская (Адыгейская) автономная область.
- 24 августа 1922 Черкесская (Адыгейская) автономная область переименована в Адыгейскую (Черкесскую) автономную область.
- В ноябре 1925 года создан Адыгейский (Черкесский) областной комитет РКП(б) (c декабря 1925 — ВКП(б)).
- 13 августа 1928 Адыгейская (Черкесская) автономную область переименована в Адыгейскую автономную область. Соответственно был переименован и областной комитет ВКП(б).
- C 10 января 1934 года Адыгейская автономная область в составе Азово-Черноморского края
- С 13 сентября 1937 до 15 декабря 1990 Адыгейская автономная область в составе Краснодарского края
- В октябре 1952 года Адыгейский областной комитет ВКП(б) переименован в Адыгейский областной комитет КПСС.
- 3 октября 1990 Адыгейская АО провозгласила суверенитет и повышение статуса до АССР.
- 23 августа 1991 года деятельность КПСС на территории РСФСР приостановлена, а 6 ноября того же года запрещена.

## Первые секретари РКП(б)/ВКП(б)/КПСС
- 11.1925 — 12.12.1926 — ответственный секретарь Газов, Леонид Петрович
- 12.12.1926 — 7.1929 — ответственный секретарь Черноглаз, Иосиф Моисеевич
- 7.1929 — 2.8.1931 — ответственный секретарь Цехер, Арон Абрамович
- 2.8.1931 — 17.6.1932 — ответственный секретарь Кириллов, Гавриил Георгиевич
- 17.6.1932 — 5.10.1935 — Хакурате, Шахан-Гирей Умарович
- 23.10.1935 — 7.11.1937 — Мовчан, Андрей Васильевич
- 7.11.1937 — 2.6.1938 — и. о. Елин, Дмитрий Гаврилович
- 2.6.1938 — 2.2.1940 — Чекаловский, Фёдор Григорьевич
- 2.2.1940 — 7.5.1941 — Кругликов, Михаил Маркович
- 7.5.1941 — 28.3.1943 — Ермаков, Антон Петрович
- 28.3.1943 — 20.2.1945 — Кривенко, Леонид Михайлович
- 20.2.1945 — 16.3.1949 — Давыдов, Михаил Прокофьевич
- 16.3.1949 — 8.2.1954 — Каде, Халид Баткериевич
- 8.2.1954 — 25.3.1960 — Чундоков, Ибрагим Саидович
- 25.3.1960 — 19.12.1983 — Берзегов, Нух Асланчериевич
- 19.12.1983 — 1.1.1989 — Хут, Малич Салихович
- 18.1.1989 — 12.8.1991 — Джаримов, Аслан Алиевич